# العلاقات الأوزبكستانية الغينية
العلاقات الأوزبكستانية الغينية هي العلاقات الثنائية التي تجمع بين أوزبكستان وغينيا.

## مقارنة بين البلدين
هذه مقارنة عامة ومرجعية للدولتين:
| وجه المقارنة                                              | أوزبكستان       | غينيا       |
| --------------------------------------------------------- | --------------- | ----------- |
| المساحة (كم2)                                             | 448.98 ألف      | 245.86 ألف  |
| عدد السكان (نسمة)                                         | 32.39 مليون     | 12.72 مليون |
| الكثافة السكانية (ن./كم²)                                 | 72.14           | 51.74       |
| العاصمة                                                   | طشقند           | كوناكري     |
| اللغة الرسمية                                             | اللغة الأوزبكية | لغة فرنسية  |
| العملة                                                    | سوم أوزبكستاني  | فرنك غيني   |
| الناتج المحلي الإجمالي (بليون دولار)                      | 48.72 مليار     | 10.50 مليار |
| الناتج المحلي الإجمالي (تعادل القوة الشرائية) بليون دولار | 190.50 مليار    | 15.24 مليار |
| الناتج المحلي الإجمالي الاسمي للفرد دولار أمريكي          | 2.13 ألف        | 531         |
| الناتج المحلي الإجمالي للفرد دولار أمريكي                 | 5.57 ألف        | 1.22 ألف    |
| مؤشر التنمية البشرية                                      | 0.675           | 0.411       |
| رمز المكالمات الدولي                                      | +998            | +224        |
| رمز الإنترنت                                              | .uz             | .gn         |
| المنطقة الزمنية                                           | ت ع م+05:00     | 00          |

## منظمات دولية مشتركة
يشترك البلدان في عضوية مجموعة من المنظمات الدولية، منها:
| علم المنظمة | اسم المنظمة                               | تاريخ انضمام أوزبكستان | تاريخ انضمام غينيا |
| ----------- | ----------------------------------------- | ---------------------- | ------------------ |
|             | مؤسسة التنمية الدولية                     | 24 سبتمبر 1992         | 26 سبتمبر 1969     |
|             | يونسكو                                    | 26 أكتوبر 1993         | 2 فبراير 1960      |
|             | وكالة ضمان الاستثمار متعدد الأطراف        | 4 نوفمبر 1993          | 5 أكتوبر 1995      |
|             | الأمم المتحدة                             | 2 مارس 1992            | 12 ديسمبر 1958     |
|             | الفريق المعني برصد الأرض                  | ?                      | ?                  |
|             | الاتحاد البريدي العالمي                   | ?                      | ?                  |
|             | البنك الدولي للإنشاء والتعمير             | 21 سبتمبر 1992         | 28 سبتمبر 1963     |
|             | منظمة التعاون الإسلامي                    | ?                      | ?                  |
|             | منظمة حظر الأسلحة الكيميائية              | ?                      | ?                  |
|             | مؤسسة التمويل الدولية                     | 30 سبتمبر 1993         | 22 أكتوبر 1982     |
|             | المركز الدولي لتسوية المنازعات الاستشارية | 25 أغسطس 1995          | 4 ديسمبر 1968      |
|             | منظمة الشرطة الجنائية الدولية             | ?                      | ?                  |

## وصلات خارجية
- موقع وزارة الخارجية الأوزبكستانية